# Liste der Bodendenkmale in Zichow
In der Liste der Bodendenkmale in Zichow sind alle Bodendenkmale der brandenburgischen Gemeinde Zichow und ihrer Ortsteile aufgelistet. Grundlage ist die Veröffentlichung der Landesdenkmalliste mit dem Stand vom 31. Dezember 2020.
Die Baudenkmale sind in der Liste der Baudenkmale in Zichow aufgeführt.

## Bodendenkmale
| Gemarkung     | Flur | Kurzansprache                           | Bodendenkmalnummer | Bemerkung | Bild |
| ------------- | ---- | --------------------------------------- | ------------------ | --------- | ---- |
| Zichow (Lage) | 1    | Siedlung Bronzezeit, Siedlung Eisenzeit | 140557             |           |      |
| Zichow (Lage) | 1    | Siedlung Eisenzeit                      | 140558             |           |      |